# Alberta Ski Jump Area
Die Alberta Ski Jump Area ist eine Sprungschanzenanlage bestehend aus 5 Schanzen in der Stadt Calgary in der kanadischen Provinz Alberta, die bis 2018 genutzt wurde. Sie ist Teil des sogenannten Canada Olympic Park.

## Geschichte
1985 wurden die 5 Schanzen in Vorbereitung auf die Olympischen Winterspiele 1988 errichtet. Der Finne Matti Nykänen konnte bei den Springen mit drei Goldmedaillen bei drei Wettbewerben die optimale Medaillenausbeute erringen und wurde so neben der niederländischen Eisschnellläuferin Yvonne van Gennip der erfolgreichste Sportler der Spiele. 1997 wurden auf der Normalschanze die Sprungwettbewerbe der Junioren-Weltmeisterschaften ausgetragen.
Da Skispringen in Kanada ein Dasein als Randsportart fristet, war der Komplex von der Schließung der Big-Thunder-Schanzen in Thunder Bay 1996 bis zur Eröffnung der Whistler Olympic Park Ski Jumps in Whistler 2008 das einzige Trainingszentrum der kanadischen Springer. Im Sommer 2013 wurde die K89 modernisiert und eine Kühlung für die Eisspur eingebaut. 2018 wurden die Schanzen aus Kostengründen geschlossen.
Alle Schanzen bis auf die HS 122 sind mit Matten belegt und dienten hauptsächlich als Trainingszentrum für den Altius Nordic Ski Club.

## Internationale Wettbewerbe
Genannt werden alle von der FIS organisierten Sprungwettbewerbe.
| Datum              | Kategorie                 | Schanze | 1. Platz                                                              | 2. Platz                                                             | 3. Platz                                                                          |
| ------------------ | ------------------------- | ------- | --------------------------------------------------------------------- | -------------------------------------------------------------------- | --------------------------------------------------------------------------------- |
| 14. Februar 1988   | Olympische Winterspiele   | K114    | FinnlandMatti Nykänen Ari-Pekka Nikkola Jari Puikkonen Tuomo Ylipulli | JugoslawienPrimož Ulaga Matjaž Zupan Matjaž Debelak Miran Tepeš      | NorwegenOle Christian Eidhammer Jon Inge Kjørum Ole Gunnar Fidjestøl Erik Johnsen |
| 15. Februar 1988   | Olympische Winterspiele   | K89     | Matti Nykänen                                                         | Pavel Ploc                                                           | Jiří Malec                                                                        |
| 16. Februar 1988   | Olympische Winterspiele   | K114    | Matti Nykänen                                                         | Erik Johnsen                                                         | Matjaž Debelak                                                                    |
| 12. Februar 1997   | Junioren-WM               | K89     | Wilhelm Brenna                                                        | Jussi Hautamäki                                                      | Falko Krismayr                                                                    |
| 13. Februar 1997   | Junioren-WM               | K89     | SlowenienMiha Rihtar Grega Lang Blaž Vrhovnik Peter Žonta             | FinnlandLauri Hakola Lassi Huuskonen Matti Hautamäki Jussi Hautamäki | ÖsterreichThomas Hörl Falko Krismayr Karl-Heinz Dorner Wolfgang Loitzl            |
| 25. August 2001    | Continental Cup           | K89     | Alan Alborn                                                           | Primož Peterka                                                       | Janne Ylijärvi                                                                    |
| 26. August 2001    | Continental Cup           | K89     | Alan Alborn                                                           | Martin Koch                                                          | Janne Ylijärvi                                                                    |
| 21. September 2002 | Continental Cup           | K89     | Kai Bracht                                                            | Isak Grimholm                                                        | Kang Chil-gu                                                                      |
| 21. September 2002 | Continental Cup           | K89     | Choi Heung-chul                                                       | Rok Benkovič                                                         | Gregory Baxter                                                                    |
| 19. Juli 2003      | Continental Cup           | K89     | Bine Norčič                                                           | Hiroki Yamada                                                        | Clint Jones                                                                       |
| 20. Juli 2003      | Continental Cup           | K89     | Marcin Bachleda                                                       | Clint Jones                                                          | Primož Pikl                                                                       |
| 25. Juli 2006      | Continental Cup           | HS95    | Juliane Seyfarth                                                      | Daniela Iraschko                                                     | Ulrike Gräßler                                                                    |
| 26. Juli 2006      | Continental Cup           | HS95    | Juliane Seyfarth                                                      | Daniela Iraschko                                                     | Anette Sagen                                                                      |
| 1. Januar 2012     | Nordamerika-Meisterschaft | HS95    | Sarah Hendrickson                                                     | Nita Englund                                                         | Taylor Henrich                                                                    |
| 1. Januar 2012     | Nordamerika-Meisterschaft | HS95    | Christian Friberg                                                     | Eric Mitchell                                                        | William Rhoads                                                                    |
| 2. Januar 2012     | Nordamerika-Meisterschaft | HS95    | USA 1Sarah Hendrickson Brian Wallace William Rhoads Christian Friberg | Kanada 1Taylor Henrich Dusty Korek Matthew Rowley Eric Mitchell      | USA 2Nita Englund Dillon Maurer Aleck Gantick Hyrum Bailey                        |
| 3. Januar 2012     | Nordamerika-Meisterschaft | HS95    | Sarah Hendrickson                                                     | Taylor Henrich                                                       | Nita Englund                                                                      |
| 3. Januar 2012     | Nordamerika-Meisterschaft | HS95    | Christian Friberg                                                     | Eric Mitchell                                                        | Matthew Rowley                                                                    |

## Großschanze HS 122

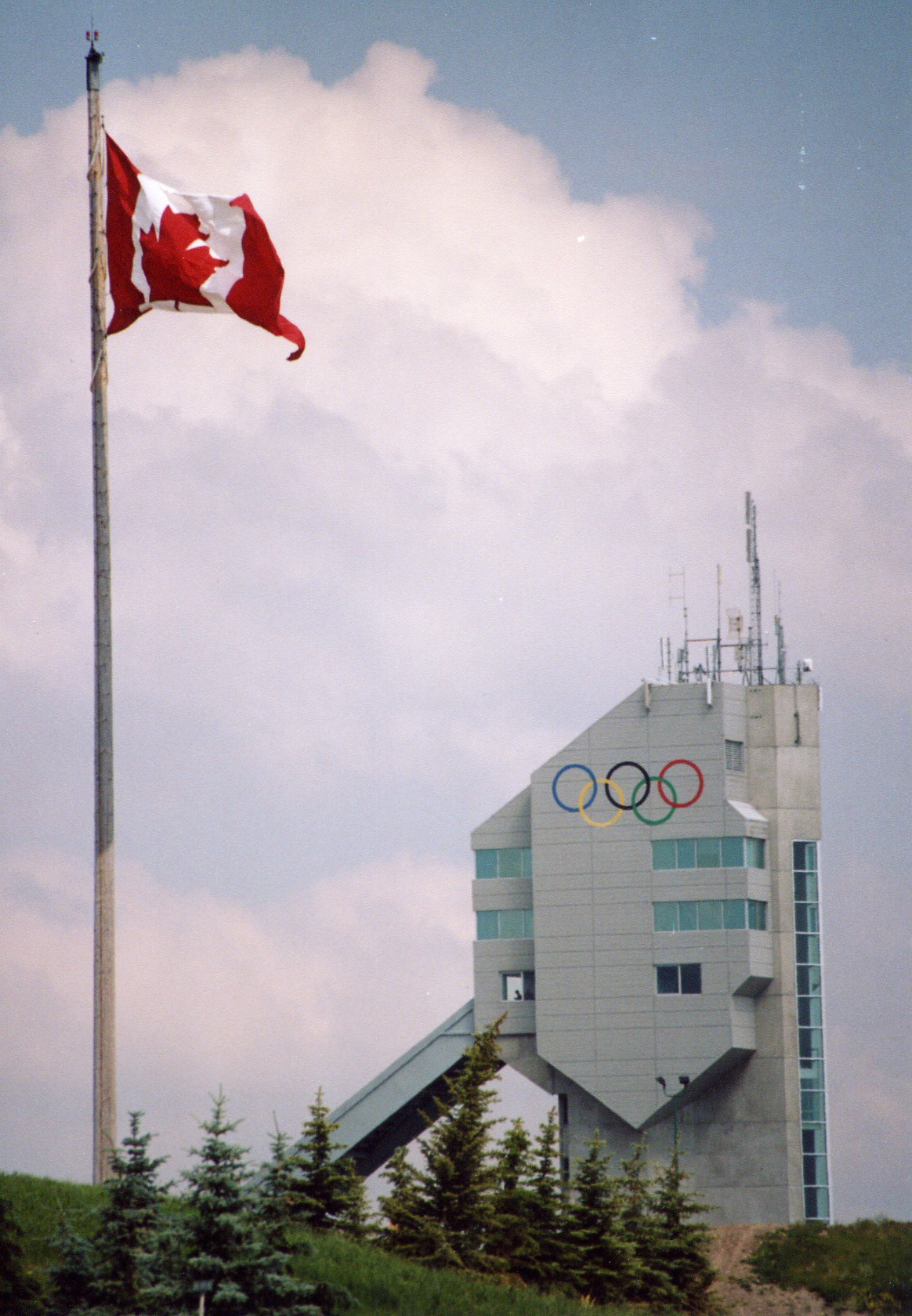
Anlaufturm mit kanadischer Fahne

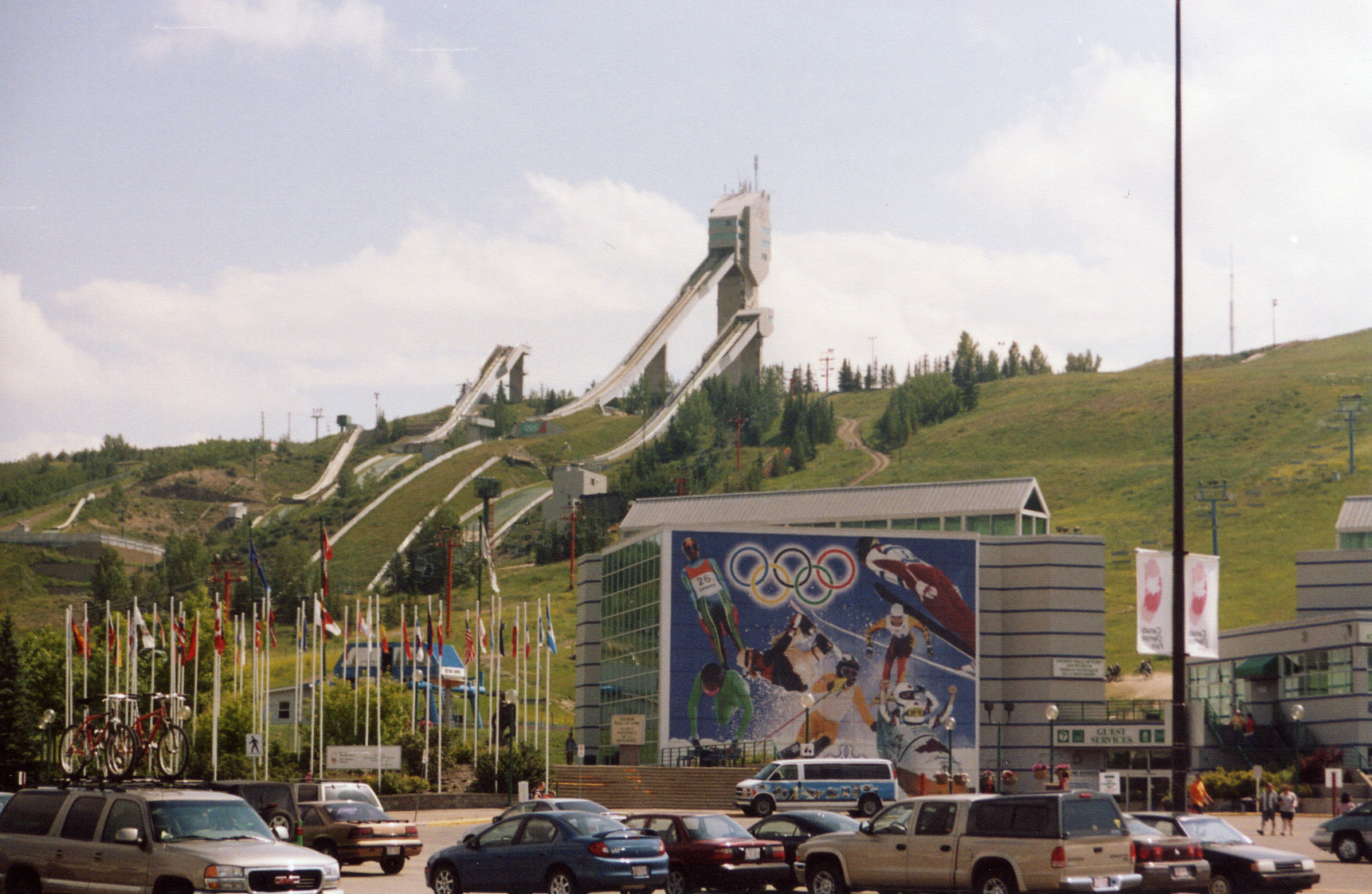
Sommer 2005

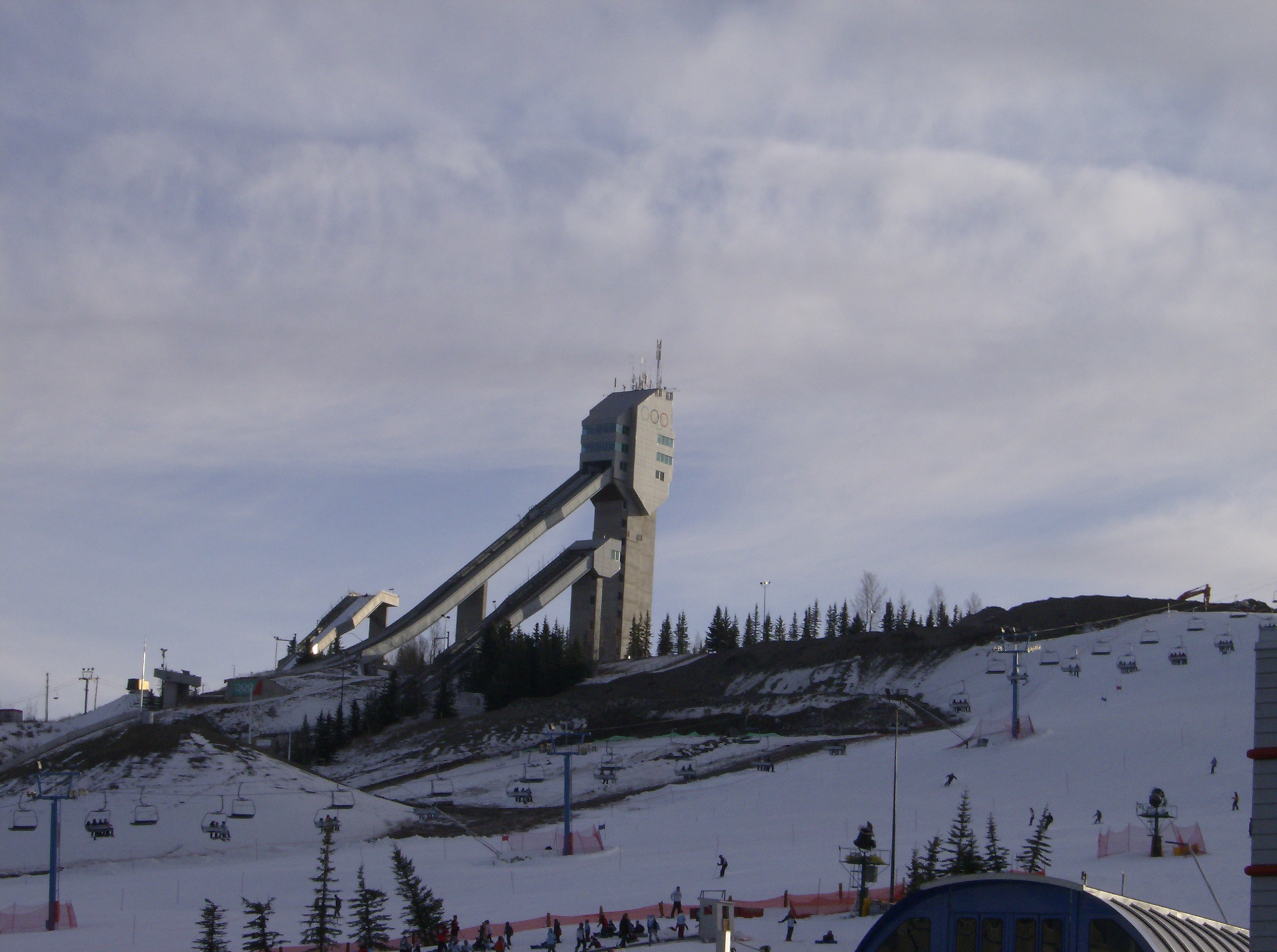
Winter 2006

### Technische Daten
| Calgary HS 122                  | Calgary HS 122 |
| Schanzentisch                   | Schanzentisch  |
| ------------------------------- | -------------- |
| Neigung des Schanzentisches (α) | 11,0°          |
| Aufsprung                       |                |
| Hillsize                        | 122 m          |
| Konstruktionspunkt              | 114 m          |
| K-Punkt Neigungswinkel (β)      | 37,0°          |

### Schanzenrekord
- 125,0 m –  Jason Myslicki

## Normalschanze HS 95

### Technische Daten
| Calgary HS 95                   | Calgary HS 95 |
| Anlauf                          | Anlauf        |
| ------------------------------- | ------------- |
| Turmhöhe                        | 93,0 m        |
| Schanzentisch                   |               |
| Neigung des Schanzentisches (α) | 10,0°         |
| Aufsprung                       |               |
| Hillsize                        | 95 m          |
| Konstruktionspunkt              | 89 m          |
| K-Punkt Neigungswinkel (β)      | 37,0°         |

### Schanzenrekord
- 104,5 m –  Isak Grimholm, 22. September 2002

## Weitere Schanzen
Auf dem Gelände gibt es noch folgende Schanzen: K63, K38 und K18. Alle sind mit Matten belegt. Der Schanzenrekord auf der K63 liegt bei 71,0 m und wird vom Kanadier Andrew Osadetz gehalten.